# 龐塏
庞垲（1657年—1725年），字霁公，号雪崖，晚号牧翁。直隶任丘人。

## 生平
康熙十四年（1675年）乙卯科举人。十八年（1679年）己未，召试博学鸿词，位列二等，授翰林院检讨，历官建宁府知府。工诗文，善小行楷。有《丛碧山房集》。

## 延伸阅读
[在维基数据编辑]
 《清史稿/卷484》，出自趙爾巽《清史稿》